# Kňovice
Kňovice település Csehországban, a Příbrami járásban. Kňovice Nalžovice, Sedlčany, Příčovy, Radíč és Osečany településekkel határos. Lakosainak száma 341 fő (2024. január 1.).

## Népesség
A település lakosságának változását az alábbi diagram mutatja:
| Lakosok száma | 497  | 582  | 507  | 371  | 303  | 314  | 332  | 329  | 332  | 341  |
|               | 1869 | 1890 | 1921 | 1950 | 1980 | 2001 | 2017 | 2019 | 2022 | 2024 |